# Pollone
Pollone (piemontiul: Polon) település Olaszországban, Piemont régióban, Biella megyében. Lakosainak száma 2006 fő (2023. január 1.). Pollone Sordevolo, Biella, Fontainemore, Lillianes és Occhieppo Superiore községekkel határos.

## Népesség
A település lakossága az elmúlt években az alábbi módon változott:
| Lakosok száma | 2107 | 2100 | 2006 |
|               | 2017 | 2018 | 2023 |